# SIE Santa Monica Studio
A Santa Monica Studio egy az SCE Worldwide Studios részeként működő videójáték-fejlesztő cég, amely a Sony Interactive Entertainment leányvállalata. Mint, ahogy arra a neve is utal, a cég székhelye a kaliforniai Santa Monicában található. Főként a God of War sorozat fejlesztéséért felelős. Ők készítették el a Kinetica motort, melyet először a Kinetica, majd később a God of War és a God of War II, valamint a Zipper Interactive SOCOM: U.S. Navy SEALs játéka használt.

## Játékai
| Cím                                 | Megjelenés           | Platform                      | Megjegyzések                                                         |
| ----------------------------------- | -------------------- | ----------------------------- | -------------------------------------------------------------------- |
| Kinetica                            | 2001. október 14.    | PlayStation 2                 | Belsős fejlesztés                                                    |
| War of the Monsters                 | 2003. január 15.     | PlayStation 2                 | Az Incognito Entertainmenttel együttműködve                          |
| Downhill Domination                 | 2003. július 22.     | PlayStation 2                 | Az Incognito Entertainmenttel együttműködve                          |
| God of War                          | 2005. március 22.    | PlayStation 2                 | Belsős fejlesztés                                                    |
| The Con                             | 2005. október 18.    | PlayStation Portable          | A Think & Feel Inc.-kel együttműködve                                |
| Neopets: The Darkest Faerie         | 2005. november 26.   | PlayStation 3                 | Az Idol Mindszal együttműködve                                       |
| Blast Factor                        | 2006. november 17.   | PlayStation 3                 | A Bluepoint Gamesszel együttműködve                                  |
| Flow                                | 2007. február 22.    | PS3, PS4, PSP, PSVita         | A thatgamecompanyvel együttműködve                                   |
| God of War II                       | 2007. március 13.    | PlayStation 2                 | Belsős fejlesztés                                                    |
| Calling All Cars!                   | 2007. május 10.      | PlayStation 3                 | Az Incognito Entertainmenttel együttműködve                          |
| God of War: Betrayal                | 2007. június 20.     | mobiltelefonok                | A Javagrounddal együttműködve                                        |
| Warhawk                             | 2007. augusztus 28.  | PlayStation 3                 | Az Incognito Entertainmenttel együttműködve                          |
| God of War: Chains of Olympus       | 2008. március 4.     | PlayStation Portable          | A Ready at Dawnnal együttműködve                                     |
| Linger in Shadows                   | 2008. október 9.     | PlayStation 3                 | A Plastic Studiosszal együttműködve                                  |
| Flower                              | 2009. február 12.    | PS3, PS4, PSP, PSVita         | A thatgamecompanyvel együttműködve                                   |
| Fat Princess                        | 2009. július 3.      | PlayStation 3                 | A Titan Studiosszal és az Atomic Operationszel együttműködve         |
| .detuned                            | 2009. szeptember 17. | PlayStation 3                 | A .theprodukkttal együttműködve                                      |
| God of War III                      | 2010. március 16.    | PlayStation 3                 | Belsős fejlesztés                                                    |
| God of War: Ghost of Sparta         | 2010. november 2.    | PlayStation Portable          | A Ready at Dawnnal együttműködve                                     |
| Carnival Island                     | 2011. november 15.   | PlayStation 3                 | A Magic Pixel Gamesszel együttműködve                                |
| Twisted Metal                       | 2012. február 14.    | PlayStation 3                 | Az Eat Sleep Playjel együttműködve                                   |
| Escape Plan                         | 2012. február 22.    | PSVita, PS4                   | A Fun Bits Interactiveval és a Wholesale Algorithmszel együttműködve |
| Journey                             | 2012. március 13.    | PS3, PS4                      | A thatgamecompanyvel együttműködve                                   |
| Datura                              | 2012. május 8.       | PlayStation 3                 | A Plastic Studiosszal együttműködve                                  |
| Starhawk                            | 2012. május 8.       | PlayStation 3                 | A LightBox Interactivevel együttműködve                              |
| Sorcery                             | 2012. május 22.      | PlayStation 3                 | A Workshoppal együttműködve                                          |
| Sound Shapes                        | 2012. augusztus 7.   | PS3, PS4, PSVita              | A Queasy Gamesszel és a Wholesale Algorithmszel együttműködve        |
| The Unfinished Swan                 | 2012. október 23.    | PS3, PS4, PSVita              | A Giant Sparrowval és az Armature Studióval együttműködve            |
| PlayStation All-Stars Battle Royale | 2012. november 20.   | PS3, PSVita                   | A SuperBot Entertainmenttel és a Bluepoint Gamesszel együttműködve   |
| God of War: Ascension               | 2013. március 12.    | PlayStation 3                 | Belsős fejlesztés                                                    |
| Hohokum                             | 2014. augusztus 12.  | PS3, PS4, PSVita              | A Honeysluggal együttműködve                                         |
| Fat Princess: Piece of Cake         | 2014. november 3.    | PSVita, iOS, Android          | A One Loop Gamesszel együttműködve                                   |
| The Order: 1886                     | 2015. február 20.    | PlayStation 4                 | A Ready at Dawnnal együttműködve                                     |
| Everybody’s Gone to the Rapture     | 2015. augusztus 11.  | PlayStation 4, Windows        | A Chinese Roommal együttműködve                                      |
| Fat Princess Adventures             | 2015. december 5.    | PlayStation 4                 | A Fun Bits Interactive-val együttműködve                             |
| Bound                               | 2016. augusztus 16.  | PlayStation 4, PlayStation VR | A Plastic Studiosszal együttműködve                                  |
| Here They Lie                       | 2016.                | PlayStation 4, PlayStation VR | A The Tangentlemennel együttműködve                                  |
| God of War                          | 2018. április 20.    | PlayStation 4, PlayStation VR | Belsős fejlesztés                                                    |
| The Modern Zombie Taxi Co.          | TBA                  | PlayStation 4, PlayStation VR | A VITEI Backroommal együttműködve                                    |
| God of War Ragnarök                 | 2022. november 9.    | PlayStation 4, PlayStation 5  |                                                                      |